# Carex angustisquama
Carex angustisquama är en halvgräsart som beskrevs av Adrien René Franchet. Carex angustisquama ingår i släktet starrar, och familjen halvgräs. Inga underarter finns listade i Catalogue of Life.